# Giovanni Mariani
Pour les articles homonymes, voir Mariani.
Giovanni Mariani (17 juin 1919 - 23 janvier 1991) est un prélat italien de l'Église catholique qui a passé sa carrière au service diplomatique du Saint-Siège. Il a le rang d'archevêque et le titre de nonce à partir de 1967.

## Biographie
Giovanni Mariani est né le 17 juin 1919 à Santo Stefano d'Aveto, province de Gênes, Italie. Le 21 mars 1942, il est ordonné prêtre pour le diocèse de Bobbio (en).
Il se prépare à une carrière diplomatique en terminant le cursus de l'Académie pontificale ecclésiastique en 1946.
Le 16 octobre 1967, le pape Paul VI lui confie les responsabilités générales de délégué apostolique en Afrique occidentale, puis ajoute une série de missions plus spécifiques, en commençant par le nommer archevêque titulaire de Missua (de) et pro-nonce apostolique au Sénégal le 19 octobre. Le cardinal secrétaire d'État Amleto Giovanni Cicognani le consacre évêque le 3 décembre, avec comme co-consécrateurs Sergio Pignedoli et Pietro Zuccarino (it). Il se voit confier des responsabilités supplémentaires en tant que pro-Nonce apostolique au Niger (en) le 28 août 1971, au Dahomey (Bénin) le 29 mars 1972, et à la Côte d'Ivoire le 19 juin 1972; et comme Délégué apostolique au Mali (en) et en Mauritanie (en) le 17 octobre 1973.
Le 11 janvier 1975, le pape Paul le nomme nonce apostolique au Venezuela (en).
En janvier 1978, il devient fonctionnaire à la Secrétairerie d'État. Le 25 avril 1980, le pape Jean-Paul II le nomme nonce apostolique en Grèce (en).
Mariani démissionne le 5 mai 1990 de cette fonction. Il meurt le 3 janvier 1991.